# 초르노모르스크

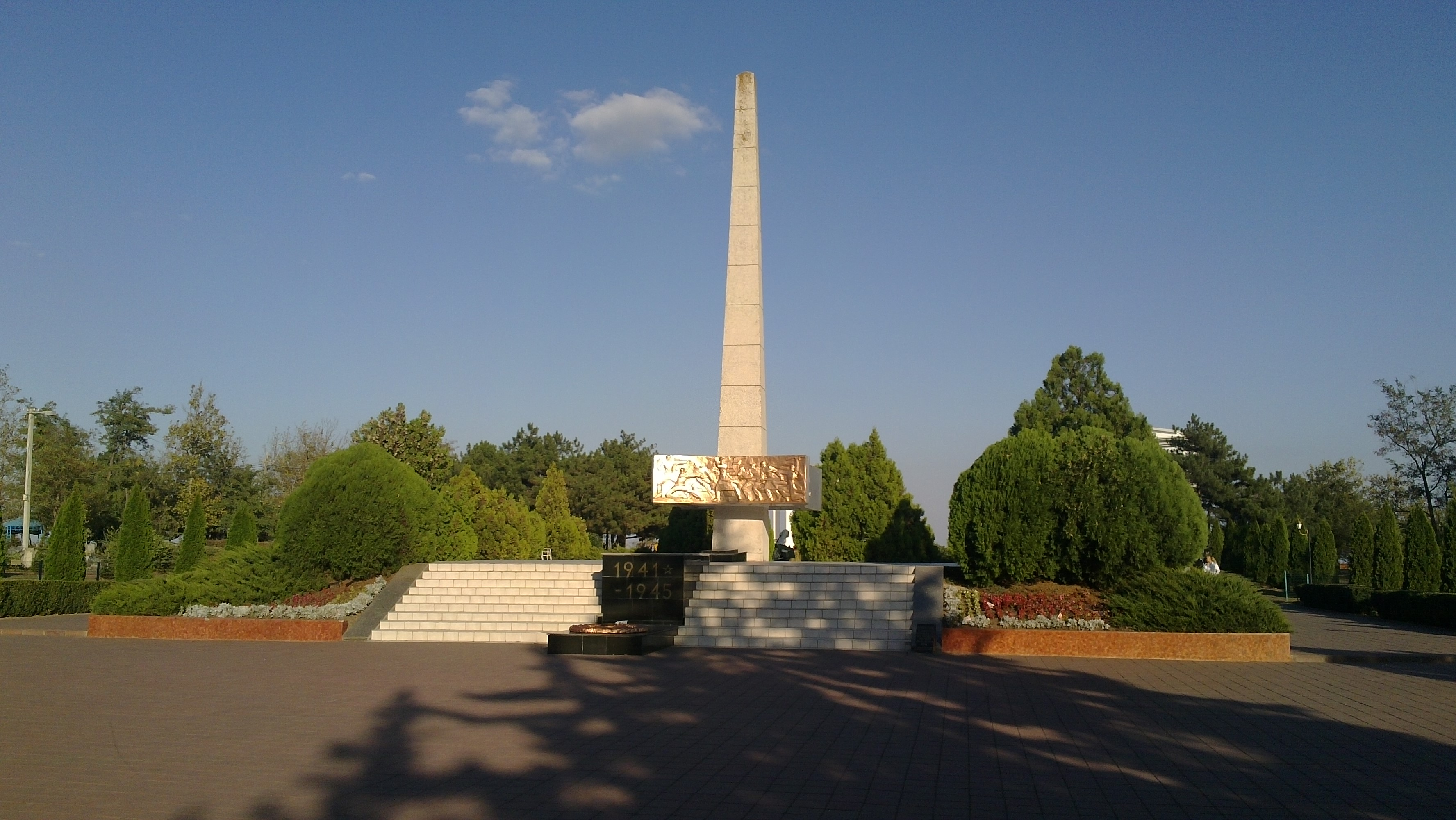
초르노모르스크 영웅 기념탑

초르노모르스크(우크라이나어: Чорноморськ)는 우크라이나 남서부에 위치한 오데사주의 도시로 면적은 25km2, 높이는 29m, 인구는 59,851명(2015년 기준)이다. 오데사에서 남쪽으로 20km 정도 떨어진 곳에 위치하며 흑해 연안과 접한다.
18세기에 부호비후토리(우크라이나어: Бугові Хутори)라는 이름의 마을이 형성되었으며 1927년 블라디미르 레닌(블라디미르 일리치 레닌)을 기념하기 위한 차원에서 일리치우스크(우크라이나어: Іллічівськ, 러시아어: Ильичёвск 일리촙스크[*])라는 이름으로 바뀌었다. 1952년에 도시 지위를 부여받은 뒤부터 항만 시설이 들어섰다. 2016년 탈공산화 정책에 따라 지금과 같은 이름으로 바뀌었다.

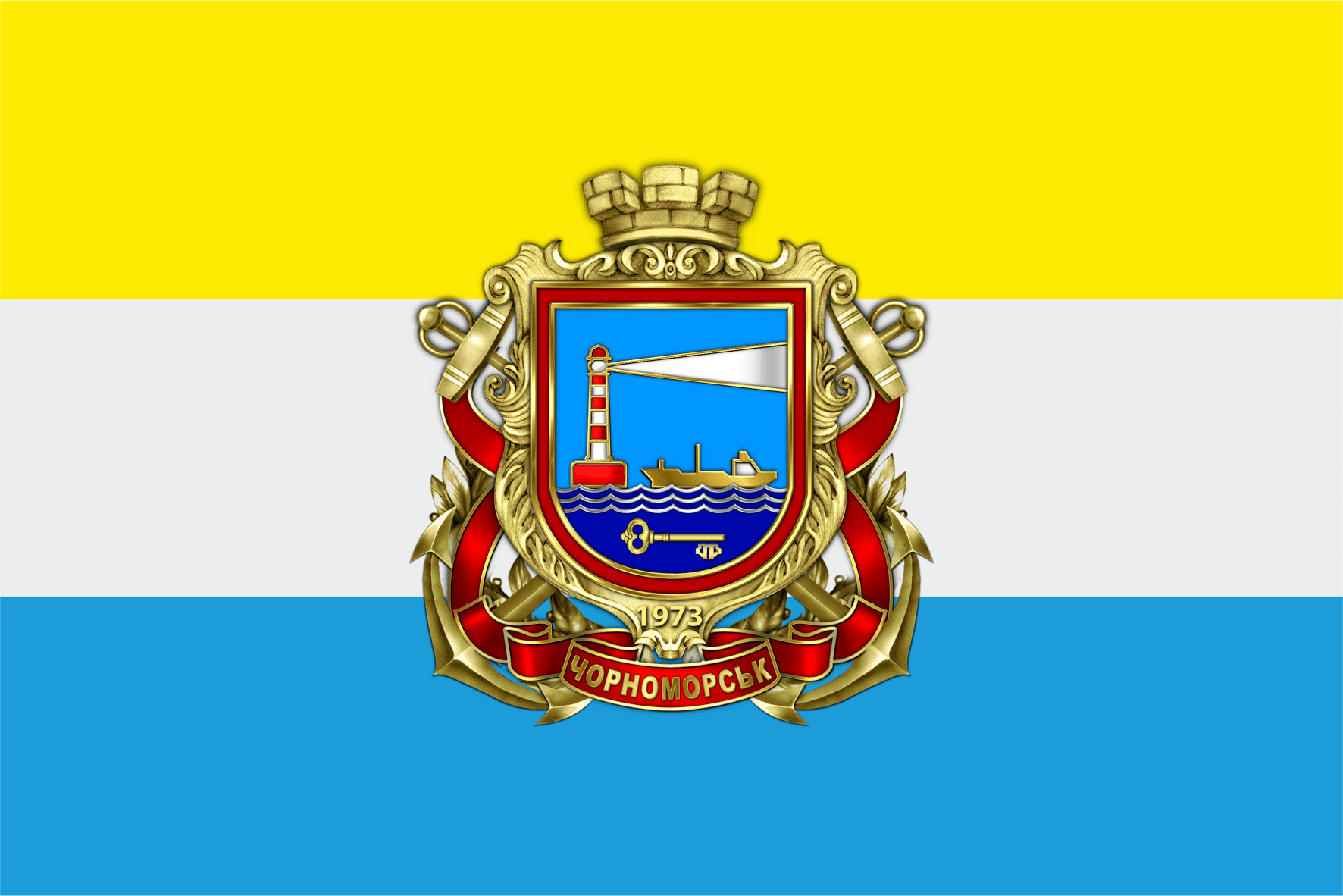
시기
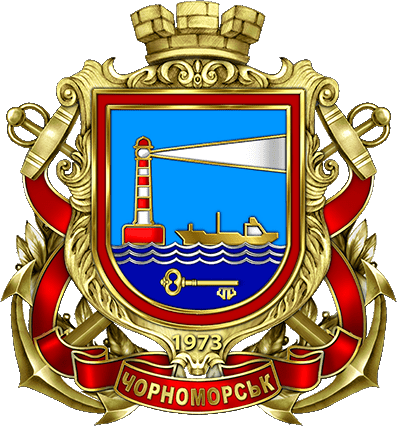
시 문장